# Никольская церковь (Улан-Удэ, старообрядческая)
Це́рковь Святи́теля Никола́я  (Никольская церковь) — старообрядческий храм, экспонат Этнографического музея народов Забайкалья в Улан-Удэ.

## История
Никольская церковь построена в начале XX века в селе Никольском Верхнеудинского уезда (ныне Мухоршибирский район) на средства прихожан. Прихожанами церкви были только семейские старообрядцы-поповцы этого села.
В 1930-е годы церковь была закрыта, здание использовалось как склад. В 1971 году здание разобрали и перевезли в Этнографический музей народов Забайкалья в Улан-Удэ. Реставрация храма и иконостаса была завершена к 1977 году. В 1998 году иконостас был открыт для посетителей.

## Здание церкви
Церковь построена из бруса, срубленного «в лапу». Стены главных частей здания, трапезная и куб (храм) построены из 23 венцов. Здание состоит из постепенно расширяющихся объёмов: веранда, притвор, трапезная, куб. С восточной стороны пристроена алтарная часть — пятистенная апсида. В стенах куба и трапезной по три окна на северную и южную стороны. Три окна в аспиде.
Над трапезной и кубом надстроен четверик, над четвериками — восьмерик (восьмиугольник). Над трапезной в восьмерике — колокольня с прямоугольными окнами. Над колокольней — восьмиугольный купол. Из притвора идёт лестница на колокольню. Восьмерик главного объёма также накрыт восьмигранным куполом с луковичной главкой и крестом.
Церковь стоит на бутовом фундаменте. Массивная двудольная входная дверь. Две голландские печи.

## Иконостас

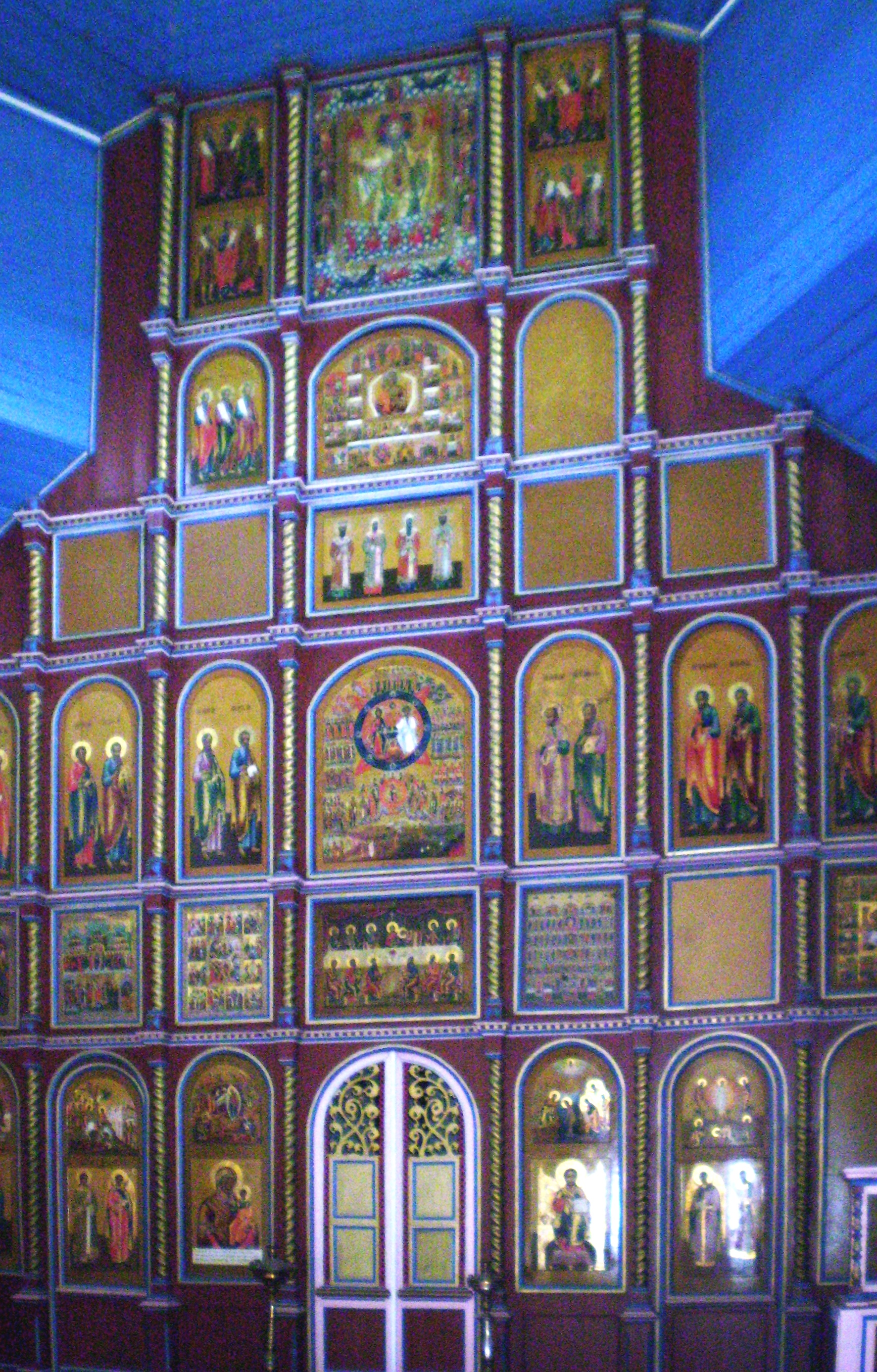
Иконостас церкви

Площадь иконостаса с местами для 43 икон — 46 м². Реставрировался художниками В. В. Корешковым и Ю. Н. Николаевым из ВХРНЦ им. Грабаря.
Иконостас, в форме пирамиды, разделён на шесть ярусных чинов без царских врат. Ярусные чины сверху вниз: Пророческий чин Вседержителя (Отечество) с центральной иконой «Отечество», Пророческий чин Богородицы с центральной иконой «Богоматерь с житием и праздниками», Митрополичий чин с центральной иконой «Митрополиты московские», Апостольский чин с центральной иконой «Сотворение мира», Праздничный чин, Деисусный чин.
В 2008 году в иконостасе было 32 иконы. Подлинных икон 23, остальные подобраны по тематике и размерам. Полностью утрачен Праздничный чин. После реставрации в селе Никольске была обнаружена подлинная икона «Тайная вечеря» из Праздничного чина. Пустые места закрыты тонированным деревянным полотном. В 1981 году две иконы были похищены.

## В художественной литературе
Церковь упоминается:
- в романе-трилогии И. А. Чернева «Семейщина. Летопись родного села» — Улан-Удэ: Бурят, кн. изд-во, 1988.
- в литературной записи И. К. Калашникова в очерке «Думы о прошлом и настоящем семейщины Епифана Ерофеева, персонального пенсионера колхоза им. Ленина Мухоршибирского аймака.» // Исай Калашников. Не поле перейти. — Улан-Удэ: Изд-во БНЦ СО РАН, 1999.

## Галерея

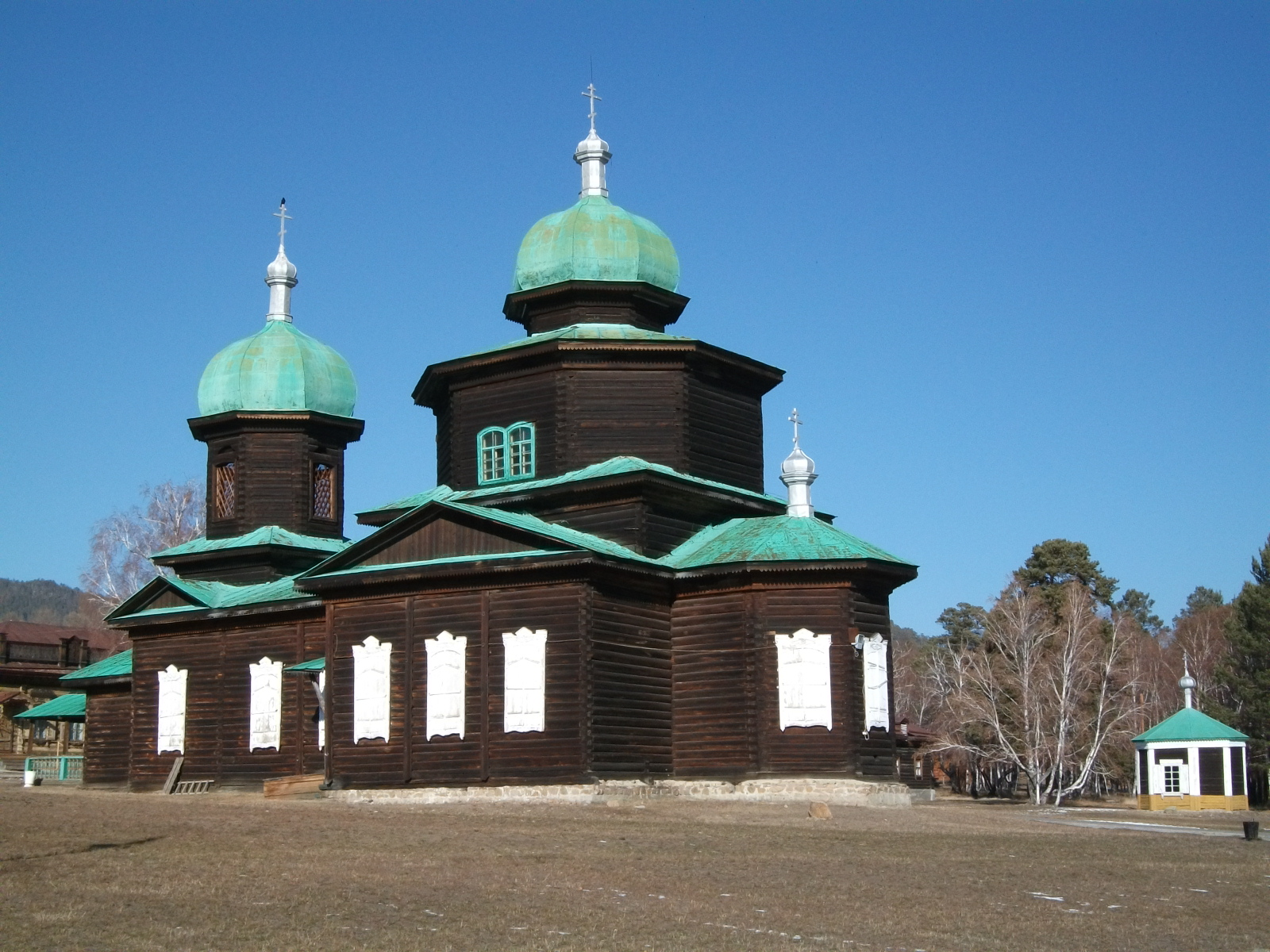
Южный фасад
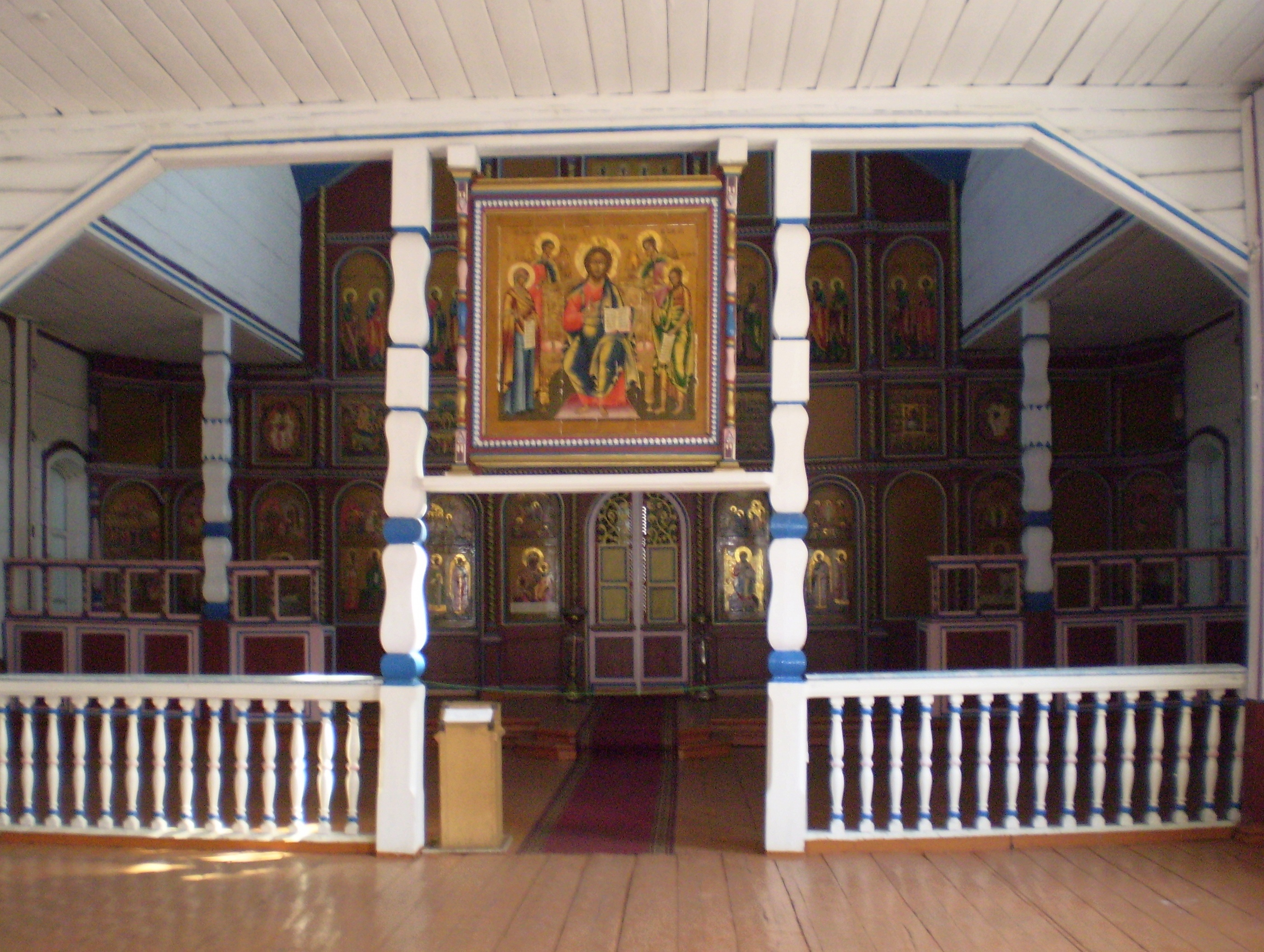
Внутреннее убранство
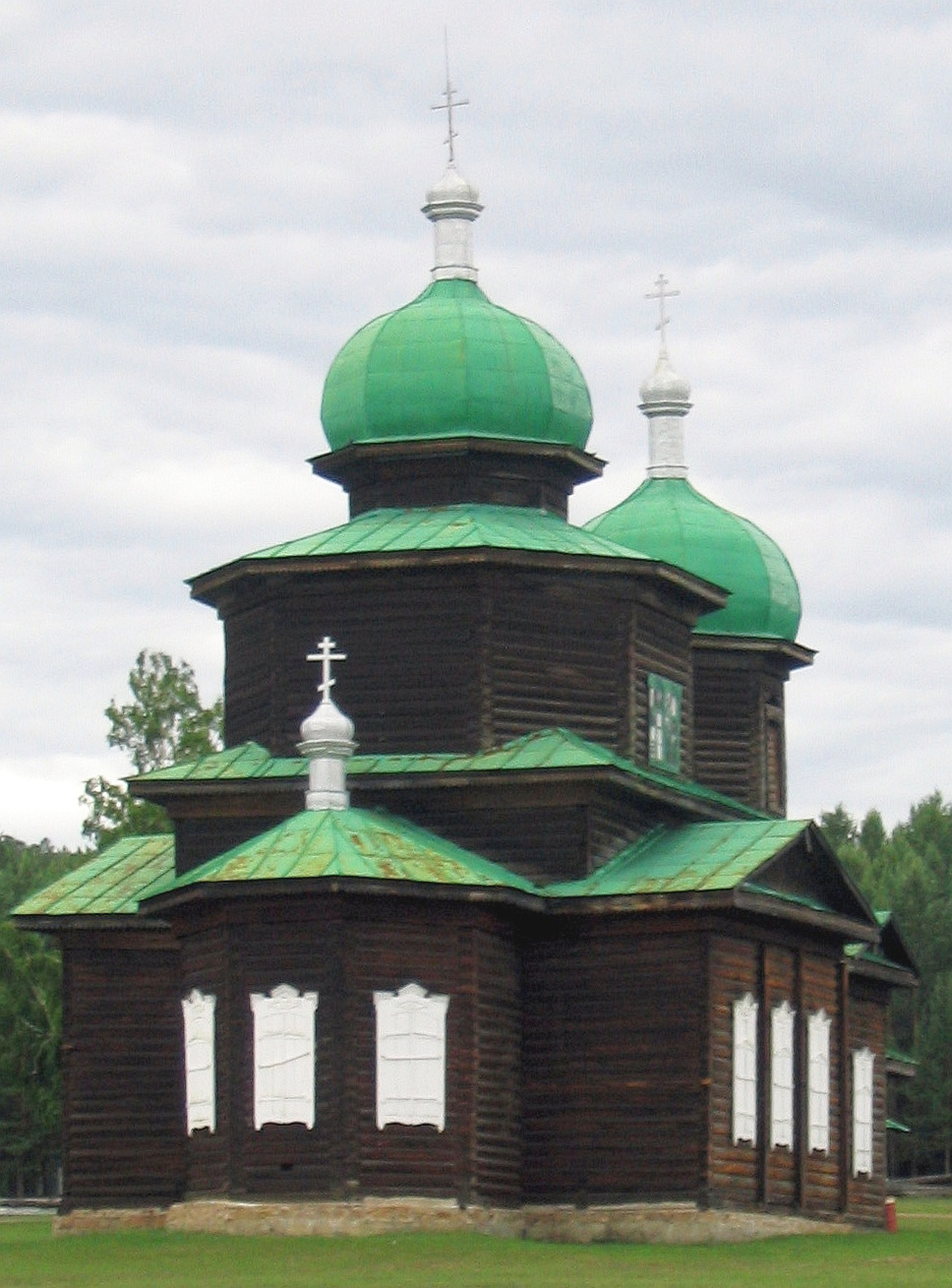
Восточный фасад
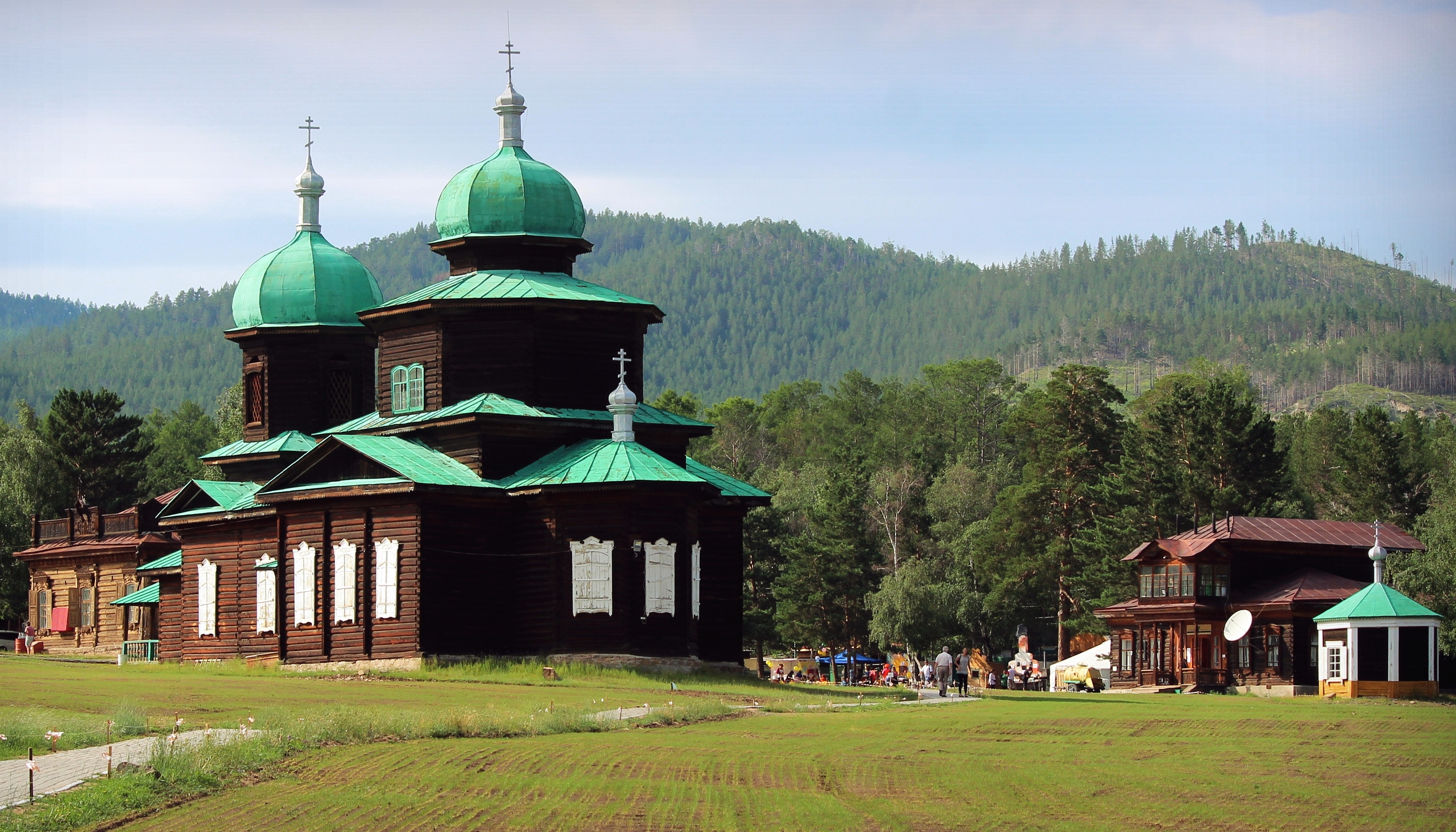
В Этнографическом музее